# Angetriebenes Werkzeug
Angetriebene Werkzeuge sind Hilfsmittel, mit denen der Bediener einer Drehmaschine Fräs- oder Bohrarbeiten durchführen kann. Der Begriff steht im Gegensatz zu den herkömmlichen festen Werkzeugen beim Drehen, die bloß geführt werden müssen, weil das Werkstück angetrieben wird. Angetriebene Werkzeuge werden für die Komplettbearbeitung von Werkstücken benötigt, wenn neben dem Drehen auch Fräsen oder Bohren außerhalb der Drehmitte erforderlich ist.
Verwendet werden folgende Schneidwerkzeuge: Fräser, Kegelsenker, Bohrer, Gewindebohrer, Reibahlen, selten ein Kreissägeblatt oder Nutenstoßaggregate.

## Funktion und Ausführungen
Im Unterschied zu den festen Werkzeugen bestehen die angetriebenen Werkzeuge aus einer Einheit von Werkzeug und Antrieb, benötigen also eine eigene Energieversorgung. Sie müssen zur Führung in einen Werkzeughalter eingespannt werden. Es gibt Werkzeugspannsysteme, die sowohl feste als auch angetriebene Werkzeuge aufnehmen können.
Bei Einsatz der gesteuerten Bewegung der Arbeitsspindel (C-Achse) und angetriebenen Werkzeugen können Werkstücke in einer Aufspannung zusätzlich zur normalen Drehbearbeitung mit Nuten, Querbohrungen, Lochkreisen, Anfräsungen und Gravuren versehen werden. Je höher die Ausbaustufe der Werkzeugmaschine, desto größer sind die Möglichkeiten zur Bearbeitung komplexer Geometrien (Y-/B-Achse). Eine Dreiachsen-Bahnsteuerung und ein Werkzeugrevolver mit einem Motor, der diese Werkzeuge antreibt, gestatten eine Komplettbearbeitung von Werkstücken ohne Umspannung oder mit Umspannung und Rückseitenbearbeitung. Bearbeitungsdrehzahlen bis 60000 min−1 sind bei entsprechender Maschinenausrüstung möglich.
Die Werkzeughalter der angetriebenen Werkzeuge werden für axiale oder radiale Bearbeitung geliefert, achsversetzt, verkürzt oder zurückgesetzt, mit innerer oder äußerer Kühlmittelzufuhr, unterschiedlicher Getriebeübersetzung, Ausführung winkelverstellbar oder sogar Mehrspindeltechnik.
Sie werden für die unterschiedlichen Schnittstellen an den Drehmaschinen produziert, mit unterschiedlichen Schäften und Werkzeugaufnahmen: Spannzange, Fräsdorn, Weldon, Kreissägeblatt, als Schnellwechselsystem usw.
Je nach Anforderung werden im Innenteil Kegelrollenlager oder Spindellager, Nadellager oder Nadelhülsen, Rillenkugellager oder Dünnringlager eingebaut.
Die Dichtungen werden ausgewählt nach den spezifischen Anforderungen der Maschine, bis ca. 80 bar. Der Standardbereich liegt bei 16 bar; der Hochdruckbereich bei ca. 250 bar für die Zufuhr des Kühlschmierstoffes an der Werkzeugschneide.
Heute werden bei der Rundlaufgenauigkeit der Werkzeugspindel Größenordnungen von < 0,005 mm erreicht.

## Geschichte
Angetriebene Werkzeuge wurden mit der Umstellung auf CNC-Drehmaschinen ab ca. 1980 entwickelt. Seit der Einführung der CNC-Drehmaschine und der Entwicklung eines neuen Drehmaschinenrevolvers ist es möglich, komplexe Teile, die Dreh- und Fräsarbeiten erforderten, auf der Drehmaschine mit einem Arbeitsgang prozesssicher herzustellen.
Mit komplexen CNC-Steuerungen ist es möglich, solche Teile vollständig auf der Drehmaschine zu produzieren, anstatt Drehmaschine und anschließend Bearbeitungszentrum oder Fräsmaschine zu nutzen.